# اهورن، باواریا
اهورن، باواریا (به آلمانی: Ahorn, Bavaria) یک شهر در آلمان است که در بایرن واقع شده‌است.

## خصوصیات
اهورن ۱۹٫۸۵ کیلومترمربع مساحت دارد ۳۳۰ متر بالاتر از سطح دریا واقع شده‌است.